# Lew Platonowitsch Karsawin
Lew Platonowitsch Karsawin (russisch Лев Платонович Карсавин, wiss. Transliteration Lev Platonovič Karsavin; geb. 1882 in Sankt Petersburg, Russisches Kaiserreich; gest. 1952 in Abes, ASSR der Komi, Sowjetunion) war ein russischer Philosoph, Mystiker und Mediävist. Er zählte zu den 1922 auf den „Philosophenschiffen“ zwangsexilierten Intellektuellen, der später ins Baltikum zurückging – „he was professor at the Kovno University in Lithuania, and then at Vilna“ (Losski, S. 299) – und im Gulag endete.

## Leben
Lew Karsawin wurde 1882 in St. Petersburg als Sohn des Balletttänzers Platon Konstantinowitsch Karsawin (1854–1922) und seiner Frau Anna Jossifowna Karsawina geboren. Er war Bruder der Ballerina Tamara Platonowna Karsawina (1885–1978). Lew schloss im Jahre 1906 sein Studium an der Historisch-philologischen Fakultät der Petersburger Universität ab, absolvierte 1912 sein Magisterexamen und arbeitete von 1910 bis 1912 in Bibliotheken und Archiven Frankreichs und Italiens. Nach seiner 1922 durch die bolschewistische Regierung erfolgte Ausweisung aus Russland wurde er Professor am Russischen Wissenschaftlichen Institut zu Berlin und Mitglied der Religiös-philosophischen Akademie. In den 1940er Jahren wurde er in Litauen erneut arrestiert und in ein Gulag nach Komi deportiert, wo er 1952 starb.

Auf den Seiten der DNB wird seine Biographie seit seiner Ausbürgerung 1922 folgendermaßen kurz umrissen (hier in ungefährer deutscher Übersetzung): 

„Im Sommer 1922 wurde er verhaftet und dann zusammen mit einer großen Gruppe nichtkommunistischer Persönlichkeiten des öffentlichen Lebens nach Deutschland ausgewiesen … Im Exil lebte er in Berlin (1922–1926), dann in Clamart bei Paris (1926–1928) und ließ sich schließlich in Litauen nieder, wo er auf den Lehrstuhl für allgemeine Geschichte an der Universität Kaunas berufen wurde. … Als 1944 klar wurde, dass die Sowjetunion im Begriff war, Litauen zurückzuerobern, weigerte sich Karsawin, in den Westen überzusiedeln. Im Jahr 1946 wurde er wegen seiner unerschrockenen Haltung gegenüber den sowjetischen Behörden von der Universität entlassen. Im Jahr 1949 wurde er verhaftet und in ein Konzentrationslager in Abes nahe dem Polarkreis gebracht. Im Gulag schrieb er etwa zehn Texte spiritueller Poesie und Metaphysik und war bis zu seinen letzten Tagen (er starb dort an Tuberkulose) ein geistiger Führer und Lehrer für seine Mitgefangenen.“

Hieromonk Hiob (Gumerow) weist aus der Sicht der russisch-orthodoxen Kirche darauf hin, dass schließlich in den frühen 1920er Jahren die Philosophie der Einheit von Lew Karsawin entwickelt worden sei, die die Ideen von W. S. Solowjow, Slawophilen (Karsawins Mutter war die Nichte von A. S. Chomjakow) sowie Nikolaus von Kues und Giordano Bruno aufnahm. Sein Hauptgedanke war, dass alle organisch vollständigen Einheiten (Mensch, Nation, Menschheit) verschiedene Arten von Einheit seien, die zur höchsten Einheit – Gott – aufsteigen, außerhalb derer sie nicht existieren könnten. Diese Karsawinsche Idee werde zu einem universellen Schlüssel für eine Vielzahl von Problemen. Dadurch bestünde die Gefahr einer Schematisierung historischer und kultureller Phänomene. Karsawin wende die Idee der Einheit nicht nur auf die Geschichte an (Einführung in die Geschichte, 1920), sondern auch auf die spirituelle und moralische Sphäre und das Verständnis der Persönlichkeit. Die aktive Teilnahme von Lew Karsawin an der eurasischen Bewegung als ideologischer Führer sei intern durch die Philosophie der Einheit vorbereitet worden.
Julia Mehlich sieht das wachsende Interesse an Karsawin (im Jahr 1996 – d. h. nach dem Zerfall der Sowjetunion) zu einem nicht geringen Teil durch dessen Zusammenarbeit mit den Eurasiern begründet, deren führender Theoretiker er von 1926 bis 1929 in Paris war.

## Lew-Karsawin-Schule
- Lew-Karsawin-Schule Vilnius in Viršuliškės

## Publikationen (Auswahl)
- Очерки религиозной жизни в Италии XII–XIII вв. / Skizzen des religiösen Lebens im Italien des 12.–13. Jahrhunderts. St. Petersburg 1912.
- Монашество в средние века. / Das Mönchtum im Mittelalter. St. Petersburg 1912.
- Основы средневековой религиозности… / Grundlagen der mittelalterlichen Religiosität. St. Petersburg 1915.
- Культура средних веков. / Kultur des Mittelalters. St. Petersburg – Moskau 1914.
- Католичество. / Katholizismus. Petrograd 1918.
- Saligia, или Весьма краткое и душеполезное размышление о Боге, мире, человеке, зле и семи смертных грехах / Saligia (über die 7 Todsünden, eine Art von Theodizee). Petrograd 1919
- Введение в историю. Einführung in die Geschichte. Petrograd 1920.
- Noctes Petropolitanei (Philosophie der Liebe). Petrograd 1922.
- Über die Freiheit; Über das Gute und das Böse, in „Mysl“. 1922. Nr. 1 u. 3.
- Восток, Запад и русская идея. / Ost, West und die russische Idee. Petrograd 1922.
- Dialogen (über den Geist des russischen Volkes und über den Fortschritt). 1923.
- Д. Бруно. / Giordano Bruno. Berlin, 1923.
- Философия истории. / Philosophie der Geschichte. Berlin 1923.
- О началах. / Über die Anfänge. Berlin 1925.
- Святые отцы и учители Церкви./ „Heilige Väter und Lehrer der Kirche“. Paris, 1926
- Perí archon. Ideen zur christlichen Metaphysik. / Perí archon. Ideen zur christlichen Metaphysik. Memel 1928.
- О личности. / Über die Persönlichkeit. Kaunas 1929.
- Поэма о смерти / Gedicht über den Tod 1931.
- Europos kultūros istorija. / Europäische Kulturgeschichte. Kaunas, 1931–1937.
- Joseph de Maistre (posthume Veröffentlichung; Вопросы философии / „Fragen der Philosophie“, 1989, Nr. 3).